# Kanat de Marand
El Kanat de Marand fou un estat que va existir a l'Azerbaidjan persa al segle xviii, que tenia capital a Marand, al nord-oest de Tabriz. Era un mahal (districte) del kanat de Tabriz semi independent en alguns moments.
El fundador fou Muhammad Reza Khan que a la mort de Nadir Xah era jutge local i tenia el títol de Hakim; va lluitar contra Quli Khan de Khoy que li disputava la regió. Després es va haver de sotmetre a Fatali Khan d'Urmia. Després es va sotmetre als Dombuli de Tabriz i va passar com a mahal al kanat de Tabriz (governat per un beg).

## Kans
- Mohammad Reza khan Marandi
- Nazar Ali Khan Marandi ? - 1828